# Bisokhar
Bisokhar è una suddivisione dell'India, classificata come census town, di 10.476 abitanti, situata nel distretto di Ghaziabad, nello stato federato dell'Uttar Pradesh. In base al numero di abitanti la città rientra nella classe IV (da 10.000 a 19.999 persone).

## Geografia fisica
La città è situata a 28° 51' 29 N e 77° 34' 43 E.

## Società

### Evoluzione demografica
Al censimento del 2001 la popolazione di Bisokhar assommava a 10.476 persone, delle quali 5.612 maschi e 4.864 femmine. I bambini di età inferiore o uguale ai sei anni assommavano a 1.754, dei quali 959 maschi e 795 femmine. Infine, coloro che erano in grado di saper almeno leggere e scrivere erano 5.634, dei quali 3.546 maschi e 2.088 femmine.